# DPR Construction
DPR Construction er en medarbejder-ejet amerikansk entreprenør-, bygge- og anlægsvirksomhed.
DPR Construction blev etableret i 1990 i Redwood City, Californien af Doug Woods, Peter Nosler og Ron Davidowski (D, P og R).